# Jay Pritzker
Pour les articles homonymes, voir Pritzker.
Jay Arthur Pritzker (ne le 26 août 1922 à Chicago et mort le 23 janvier 1999 dans la même ville) est un homme d'affaires américain et un dirigeant de conglomérat.

## Biographie
Pritzker est né à Chicago, Illinois, fils de Fanny et Abram Nicholas Pritzker (en). Il est issu d'une famille juive originaire d'Ukraine.
Formé au métier d'avocat, il commença très tôt à diversifier l'entreprise familiale installée à Chicago, le Marmon Group (en).
Avec son frère Robert Pritzker (en), il créa un portefeuille diversifié de 60 entreprises industrielles,  puis la chaîne d'hôtel Hyatt en 1957 avec son autre frère Donald Pritzker (en) et a possédé Braniff Airlines de 1983 à 1988.
Il a créé en 1979 le prix d'architecture Pritzker, qui est aujourd'hui considéré comme le plus prestigieux dans le domaine de l'architecture.
En 2004, un pavillon de musique baptisé en son honneur pavillon Jay Pritzker a été achevé dans le cadre de l'aménagement du Millennium Park de Chicago.